# Virtueel netwerk
Een virtueel netwerk is een computernetwerk dat zeker gedeeltelijk uit virtuele netwerkverbindingen bestaat. Zo'n virtuele netwerkverbindingen zijn connecties die niet gevormd worden door fysische verbindingen(via kabels of draadloos). Twee vormen virtuele netwerken zijn protocol-gebaseerde virtuele netwerken (door middel van bijvoorbeeld VLAN's, VPN of VPLS) en netwerken gebaseerd op virtuele machines.
Er zijn verschillende types virtuele netwerken:
- Virtual LAN (VLAN)
- Virtual Private Network (VPN)
- Virtual Private LAN Service